# Шадрино (Калманский район)
Шадрино — село в Калманском районе Алтайского края России. Административный центр и единственный населённый пункт Шадринского сельсовета.

## История
Шадрино было основано в 1823 году. В «Списке населенных мест Российской империи» 1868 года издания населённый пункт упомянут как заводская деревня Шадрина Барнаульского округа Томской губернии при речке Шадрихе. В деревне имелось 92 двора и проживало 542 человека (254 мужчины и 288 женщин). Функционировала православная часовня.
В 1893 году в селе Шадринском, относившемуся к Шадринской волости Барнаульского уезда, имелось 252 двора (из которых 230 — крестьянские) и проживало 1360 человек (670 мужчин и 690 женщин). Функционировали церковь, приходская школа, волостное правление, почтовая станция, два дома для причта, этап, мелочная лавка и питейное заведение.
По состоянию на 1911 год Шадринское включало в себя 428 дворов. Население на тот период составляло 3253 человека. Действовали две церкви, училище министерства внутренних дел, волостное правление, почтовая станция, семь мелочных лавок, три маслодельных завода, казённая винная лавка и кредитное товарищество.
С 27 мая 1924 года по 2 марта 1932 года было административным центром Шадринского района.
В 1926 году в селе имелось 562 хозяйства и проживало 3085 человек (1608 мужчин и 1477 женщин). В административном отношении являлось центром сельсовета Барнаульского района Барнаульского округа Сибирского края.

## География
Село находится в центральной части Алтайского края, в лесостепной зоне, в пределах северо-восточной части Приобского плато, на берегах реки Шадринки, к западу от реки Оби, на расстоянии примерно 23 километров (по прямой) к северо-северо-востоку (NNE) от села Калманка, административного центра района. Абсолютная высота — 138 метров над уровнем моря.

Климат умеренный, резко континентальный. Средняя температура января составляет −17,7 °C, июля — +19,6 °C. Годовое количество атмосферных осадков — 350—400 мм.

## Население
| 1997 | 1998 | 1999 | 2000 | 2001 | 2002 | 2003 |
| ---- | ---- | ---- | ---- | ---- | ---- | ---- |
| 528  | ↗550 | ↗568 | ↗584 | ↘580 | ↗584 | ↘580 |
| 2004 | 2005 | 2006 | 2007 | 2008 | 2009 | 2010 |
| ↗654 | ↘588 | ↗597 | ↗622 | ↗664 | ↘647 | ↗691 |
| 2011 | 2012 | 2013 | 2014 | 2015 | 2016 | 2017 |
| ↘686 | ↘651 | ↘635 | ↗648 | ↗654 | ↗659 | ↘651 |
| 2018 | 2019 | 2020 | 2021 |      |      |      |
| ↗657 | ↗660 | ↗664 | ↗665 |      |      |      |

Согласно результатам переписи 2002 года, в национальной структуре населения русские составляли 95 %.

## Инфраструктура
В селе функционируют основная общеобразовательная школа, детский сад, фельдшерско-акушерский пункт (филиал КГБУЗ «Калманская центральная районная больница»), библиотека и отделение Почты России.

## Улицы
Уличная сеть села состоит из девяти улиц.